# Robigus tortrinotata
Robigus tortrinotata är en insektsart som beskrevs av Frederick Arthur Godfrey Muir 1926. Robigus tortrinotata ingår i släktet Robigus och familjen Derbidae. Inga underarter finns listade i Catalogue of Life.